# Uri (ort)
Uri är en ort i Indien.   Den ligger i unionsterritoriet Jammu och Kashmir, i den norra delen av landet, 700 km nordväst om huvudstaden New Delhi. Uri ligger 1 371 meter över havet och antalet invånare är 6 755.
Terrängen runt Uri är huvudsakligen bergig, men den allra närmaste omgivningen är kuperad. Uri ligger nere i en dal. Runt Uri är det ganska tätbefolkat, med 166 invånare per kvadratkilometer. Det finns inga andra samhällen i närheten. I omgivningarna runt Uri växer i huvudsak blandskog.